# Fidelio (1956)
Fidelio ist Walter Felsensteins Verfilmung der Oper Fidelio in zwei Akten von Ludwig van Beethoven mit der Akkord-Film (Wien) aus dem Jahr 1956.

## Handlung
Da es sich hierbei um eine Operninszenierung handelt, siehe: Fidelio

## Produktion
Die Bearbeitung von Walter Felsenstein und Hanns Eisler basiert auf dem von Joseph Sonnleithner, Stephan von Breuning und Georg Friedrich Treitschke geschaffenen Libretto. Das Orchester der Wiener Symphoniker stand unter der Leitung von Fritz Lehmann und der Wiener Staatsopernchor wurde von Hermann Lüddecke geleitet. Die Kostüme und das Bühnenbild stammen von Leo Metzenbauer und Rochus Gliese.
Die Uraufführung des in Wien gedrehten Schwarzweißfilms sollte 1956 zu den Internationalen Filmfestspielen in Berlin stattfinden. Laut Der Tagesspiegel wurde aber der Antrag Österreichs durch den West-Berliner Kultursenator Joachim Tiburtius abgelehnt. Die Premiere erfolgte dann am 28. Juli 1956 während des IX. Internationalen Filmfestivals in Karlovy Vary. In der Bundesrepublik begann der Kinostart am 21. Juni 1957 und die Erstaufführung in der DDR fand am 11. Oktober 1957, anlässlich der I. Berliner Festtage, im Berliner Kino Babylon statt. Die Erstsendung im Fernsehen erfolgte am 15. Dezember 1957 im Deutschen Fernsehfunk.
Eine restaurierte Fassung aus dem Jahr 2009 ist als DVD erhältlich.

## Synchronisation
| Rolle        | Darsteller        | Sänger        | Sprecher              |
| ------------ | ----------------- | ------------- | --------------------- |
| Don Fernando | Erwin Gross       | Alfred Poell  |                       |
| Don Pizarro  | Hannes Schiel     | Heinz Rehfuss |                       |
| Fidelio      | Claude Nollier    | Magda László  | Grete Zimmer          |
| Rocco        | Georg Wieter      |               | Wolfgang Hebenstreith |
| Gefangener   | Michael Tellering | Kurt Equiluz  |                       |
| Gefangener   | Harry Payer       | Leo Heppe     |                       |

## Kritik
Heino Lüdicke schreibt in der Neuen Zeit:

„Insgesamt beweist dieser Fidelio-Versuch, daß selbst die vollendetste Kunst der Opernregie noch nicht die gleichartige Beherrschung der eigengesetzlichen Filmregie mit einschließt.“

In der Berliner Zeitung war von J. Weinert zu lesen:

„Er (Felsenstein) setzt durchweg gute Sänger und Darsteller ein. Orchester und Chöre sind von bezwingender Kraft. Die Reduzierung der Handlung auf die normale Filmlänge bedeutet gleichzeitig eine dramatische Konzentration.“

Das Lexikon des internationalen Films schreibt, dass es sich hier um eine intelligente, opulente und zugleich realistische und sozialkritische Filmfassung handelt, die allerdings noch nicht ganz die stilistische Geschlossenheit der späteren Regiearbeiten Walter Felsensteins erreichte."

## Auszeichnungen
- 1956: Internationales Filmfestival Karlovy Vary – Ehrendiplom[5]